# Belarusische Gemeinschaft „Razam“
Die Belarusische Gemeinschaft „Razam“ e. V. ist ein gemeinnütziger Verein und die größte bundesweite Interessenvertretung in Deutschland lebender Menschen aus Belarus. Der Verein ging aus der Protestbewegung des Jahres 2020 gegen das Lukaschenka-Regime hervor.

## Ziele und Selbstverständnis
Der Verein wurde offiziell am 9. August 2020 gegründet, dem Tag der durch Wahlfälschungen begleiteten Präsidentschaftswahl in Belarus. Es handelt sich dabei um die erste Interessenvertretung der etwa 26.000 in Deutschland lebenden Belarussinnen und Belarussen.
Die offiziellen Ziele von RAZAM e. V. umfassen:
- die Vertretung der Interessen der belarussischen Diaspora in Deutschland
- die Förderung der belarussischen Sprache und Kultur
- das Sichtbarmachen von Belarus in der deutschen und europäischen Öffentlichkeit
- das Dasein als starke Lobby für ein demokratisches Belarus
- das Leisten von Hilfe für Opfer von Repressionen.

## Tätigkeiten
Der Verein hilft Opfern von Polizeigewalt, Geflohenen und anderen Betroffenen von politischen Repressionen aus Belarus. Unter anderem sammelt RAZAM e. V. Spenden, verbreitet Informationen oder kommuniziert mit den Regierungen in der Europäischen Union.
Beispielsweise unterstützt RAZAM e. V. durch Spendenbeiträge die Familien politischer Gefangener in Belarus und übernimmt teilweise deren Strafkosten. Zu Weihnachten 2021 und 2022 hat der Verein darüber hinaus einen Spendenaufruf zur Bezahlung eines Weihnachtsgeschenks für die Kinder von politischen Gefangenen organisiert. Auch Opfer von Polizeigewalt oder Folter werden dabei unterstützt zur medizinischen Behandlung nach Deutschland zu gelangen.
In Deutschland begleitet RAZAM e. V. belarusische Geflüchtete bei der Suche nach juristischem Beistand für ihre Asylanträge oder hilft durch Spenden bei der Sicherung des Lebensunterhalts von Familien, die nicht arbeiten dürfen und keinen Anspruch auf staatliche Unterstützung haben.
Eine Initiative des Vereins konzentrierte sich auf das Sammeln von Spenden für belarussische Flüchtlinge in der Ukraine, in Zusammenarbeit mit der dort ansässigen NGO Free Belarus Center. Nach dem russischen Überfall auf die Ukraine half RAZAM e. V. bei der zweiten Flucht der belarussischen Emigranten aus der Ukraine. Im März 2022 wurde die Initiative auf die Unterstützung von belarussischen Kriegsflüchtlingen in Polen umgestellt. Nach Ausbruch des Krieges half der Verein beim Sammeln von Hilfsgütern für die Ukraine. In Berlin eröffnete der Verein hierzu einen Lagerraum, um Geflüchtete mit Kleidung und warmen Mahlzeiten zu versorgen. Eine weitere Initiative widmet sich der Unterstützung von Minenräum-Teams in der Ukraine.
Regionalgruppen des Vereins versuchen, mit öffentlichen Aktionen auf die Situation in Belarus aufmerksam zu machen. Auf diese Weise hilft die Gemeinschaft bei der Organisation und Koordination von Kundgebungen gegen das Lukaschenka-Regime in Deutschland wie auch bei der Veranstaltung von Konzerten und Kunstausstellungen. Allein in Berlin hielt RAZAM e. V. über 50 Protestveranstaltungen ab.
Im August 2020 gehörte die Belarusische Gemeinschaft „Razam“ zu den Mitiniatoren des „Arbeitskreises Belarus“, welches als Forum für Expertise und Kontakte zu Belarus fungieren soll. Zu den anderen Mitbegründern zählen der Deutsch-Russische Austausch, das Zentrum Liberale Moderne, der Verein „Menschenrechte in Belarus“, der Europäische Austausch und die Deutsch-belarussische Gesellschaft. Darüber hinaus ist die Belarusische Gemeinschaft „Razam“ Kooperationspartner der jährlich stattfindenden internationalen Konferenz Minsk Forum.

## Auszeichnungen
Am 23. Mai 2023 wurde die Belarusische Gemeinschaft „Razam“ mit dem Gustav-Heinemann-Bürgerpreis der SPD ausgezeichnet.
Am 8. November 2023 stimmte der Bundestag für den Antrag „Für ein demokratisches Belarus in der europäischen Familie“ (eingereicht von SPD, Bündnis 90/Die Grünen und FDP). Darin wird die Bundesregierung aufgefordert, die „herausragende zivilgesellschaftliche Arbeit“ von RAZAM e. V. weiterhin zu unterstützen.

## Reaktion der belarussischen Behörden
Im Sommer 2023 erkannte ein belarussisches Gericht die Seiten der Gemeinschaft und ihrer Regionalgruppen auf Instagram als extremistisches Material an.